# Charles Fussell
Charles Clement Fussell (* 14. Februar 1938) ist ein US-amerikanischer Komponist.

## Leben
Fussell studierte an der Eastman School of Music in Rochester und an der Hochschule für Musik Berlin bei Boris Blacher. Er besuchte während dieser Zeit auch Meisterklassen bei Friedelind Wagner in Bayreuth. Später arbeitete er als Assistent des Komponisten Virgil Thomson. Über Jahrzehnte hatte er entscheidenden Einfluss auf die Bostoner Musikszene: als künstlerischer Leiter des ersten Bostoner Festivals für Neue Musik New Music Harvest und Gründer und Leiter des New England Composer's Orchestra ebenso wie als Professor für Komposition und Musiktheorie an der Boston University. Außerdem unterrichtet er auch an der Rutgers University.
Neben fünf Sinfonien komponierte Fussell u. a. Julian für Chor, Solisten und Orchester nach Gustave Flaubert und das Kammerdrama Cymbeline nach William Shakespeare. Die Sinfonie Wilde für Bariton und Orchester nach einem Libretto von Will Graham wurde 1991 für den Pulitzer-Preis nominiert. Zum 100. Todestag Walt Whitmans 1992 entstanden die Kompositionen Specimen Days für Bariton, Chor und Orchester (Text von Will Graham nach Gedichten Whitmans) und Being Music.
Fussell erhielt Stipendien der Fulbright, Ford und Copland Foundation. 1992 erhielt er einen Preis der American Academy of Arts and Letters. Mehrere seiner Kompositionen wurden auf Platte aufgenommen: neben den beiden Kompositionen zum Whitman-Jubiläum und der Sinfonie Wilde u. a. ein Konzert für Cello und Streichorchester, The Astronaut's Tale und Right River.